# لبه تیغ (فیلم ۱۹۹۷)
لبه تیغ با نام اصلی لبه (به انگلیسی: The Edge) یک فیلم دلهره‌آور آمریکایی محصول سال ۱۹۹۷ به نویسندگی دیوید مامت و کارگردانی لی تاماهوری با بازی آنتونی هاپکینز و الک بالدوین است.
این فیلم اولین نمایش خود را در جشنواره بین‌المللی فیلم تورنتو در کانادا در تاریخ ۶ سپتامبر ۱۹۹۷ داشت. این فیلم در ایالات متحده در ۲۶ سپتامبر ۱۹۹۷ در ۲۳۵۱ سینما اکران شد و در آخر هفته افتتاحیه خود ۷٫۷ میلیون دلار فروخت. این فیلم در ایالات متحده ۲۷٫۸ میلیون دلار و در خارج از کشور ۱۵٫۴ میلیون دلار فروخت که مجموعاً ۴۳٫۳ میلیون دلار در سراسر جهان اکران شد.

## داستان
مردی میلیاردر به نام «چارلز مورس» (هاپکینز) در سفری به آلاسکا از فکر این که همسرش، «میکی» (مک فرسن) (که از او بسیار جوان تر است) و «باب گرین» (بالدوی ن) یک دیگر را دوست دارند، رنج می‌برد. تا این که هواپیمای حامل «چارلز»، «باب» و دستار او «استیون» (پرینو)، در دریاچه ای بسیار پرت سقوط می‌کند و حالا آنان باید پای پیاده خود را نجات بدهند.

## بازیگران
- آنتونی هاپکینز - چارلز مورس
- الک بالدوین - رابرت «باب» گرین
- ال مک پرسون - میکی مورس

## نسخه شبکه خانگی
در ژوئن سال ۲۰۰۴ نسخه دی‌وی‌دی این فیلم وارد شبکه نمایش خانگی شد.